# 米塞尼
米塞尼（法語：Misséni），是馬里的城鎮，位於該國南部，由錫卡索區的卡迪奧羅省負責管轄，處於卡焦洛西南面44公里，面積915平方公里，2009年人口45,240，人口密度每平方公里49人。